# 林彥甫
林彥甫（1989年11月28日－），中華民國政治人物，現任新竹市北區議員、時代力量新竹市議會黨團總召、時代力量決策委員。曾任時代力量新竹市黨部主委、2024年時代力量立法委員參選人邱顯智競選團隊總幹事。國立清華大學計財系學士、紐約州立大學公共行政碩士畢業。
2018年與同黨的蔡惠婷、廖子齊當選新竹市議員，並在新竹市議會組成時代力量黨團。2022年再獲時代力量推薦，以4926票連任新竹市議員。
2023年1月，林彥甫與黃美慧聯名提案，議會重新成立「新竹市立棒球場設施改善監督小組」。

## 選舉紀錄
| 年度 | 選舉屆數               | 選舉區           | 所屬政黨 | 得票數 | 得票率 | 當選標記 | 備註 |
| ---- | ---------------------- | ---------------- | -------- | ------ | ------ | -------- | ---- |
| 2018 | 第十屆新竹市議員選舉   | 新竹市第四選舉區 | 時代力量 | 3,571  | 6.18%  |          |      |
| 2022 | 第十一屆新竹市議員選舉 | 新竹市第四選舉區 | 時代力量 | 4,926  | 8.46%  |          |      |

## 另見
- 2018年中華民國直轄市議員及縣市議員選舉選舉區投票結果列表#新竹市

## 外部連結
- 時代力量新竹市黨部的Facebook專頁
- 林彥甫 新竹市議員的Facebook專頁